# Rzędziny
Rzędziny (do 2009 Rzedziny, niem. Nassenheide – dosł. mokre wrzosowisko) – wieś w północno-zachodniej Polsce, położona w województwie zachodniopomorskim, w powiecie polickim, w gminie Dobra (Szczecińska), przy granicy polsko-niemieckiej.
Według danych urzędu gminy z 30 czerwca 2008 wieś miała 235 zameldowanych mieszkańców.
Sołectwo Rzędziny stanowi jedynie wieś Rzędziny.
Obecnie we wsi znajduje się szkoła podstawowa, kaplica urządzona w jednym z domów oraz sklep spożywczy.

## Historia
Pierwsza wzmianka o wsi pochodzi z roku 1284. Od połowy XIII w. do pierwszej połowy XVII w. wieś należała do szlacheckiego pomorskiego rodu von Ramin. Potem majątek wiele razy przechodził z rąk do rąk ulegając rozdrobnieniu. W roku 1858 został ponownie scalony przez Maksymiliana Henckel von Donnersmarck. Z tego okresu pochodzi zachowana do dziś dworska oficyna oraz znajdująca się obok stodoła. W roku 1872 Rzędziny zostały sprzedane hrabiemu Harry’emu von Arnim, ten w roku 1896 przekazał majątek synowi Henningowi, który osiadł tu z żoną Elizabeth von Arnim. W Rzędzinach powstała jej pierwsza powieść Elizabeth and Her German Garden (wyd. polskie Elizabeth i jej ogród, 2011) wydana w Wielkiej Brytanii 20 września 1898 roku. Zespół parkowo-ogrodowy otaczający rzędziński pałac i życie na pruskiej prowincji były dla niej natchnieniem do napisania jeszcze kilku innych powieści. Po śmierci Henniga von Arnim w 1910 roku, majątek z uwagi na długi został rozparcelowany. Przed II wojną światową we wsi znajdowała się kuźnia, kasa pożyczkowa, gospoda, sklep, gorzelnia oraz stacja kolejowa.
W sierpniu 1944 w wyniku alianckich nalotów na Police został zniszczony pałac, ocalała natomiast zabudowa folwarczna wraz z piętrową oficyną. W 1949 roku w majątku powstało Państwowe Gospodarstwa Rolne. 
W 2004 powstała książka Stolec Rzędziny Łęgi (seria Czas Przestrzeń Tożsamość) autorstwa Kazimiery Kality Skwirzyńskiej i Mirosława Opęchowskiego. Wydawcą publikacji było Stowarzyszenie Czas Przestrzeń Tożsamość.
Do 2008 roku wieś nazywała się Rzedziny.

### Przynależność administracyjna
- 1815–1866: Związek Niemiecki, Królestwo Prus, prowincja Pomorze
- 1866–1871: Związek Północnoniemiecki, Królestwo Prus, prowincja Pomorze
- 1871–1918: Cesarstwo Niemieckie, Królestwo Prus, prowincja Pomorze
- 1919–1933: Rzesza Niemiecka (Republika Weimarska), kraj związkowy Prusy, prowincja Pomorze
- 1933–1945: III Rzesza, prowincja Pomorze
- 1945–1975: Polska, województwo szczecińskie
- 1975–1998: Polska, województwo szczecińskie
- 1999 – teraz: Polska, województwo zachodniopomorskie, powiat policki, Gmina Dobra (Szczecińska)

### Demografia
Ogólna liczba mieszkańców
- 1925 – 452 mieszk.
- 1933 – 198 mieszk.
- 1939 – 240 mieszk.

## Turystyka
Przez okolice wsi przebiega  Szlak „Puszcza Wkrzańska”.

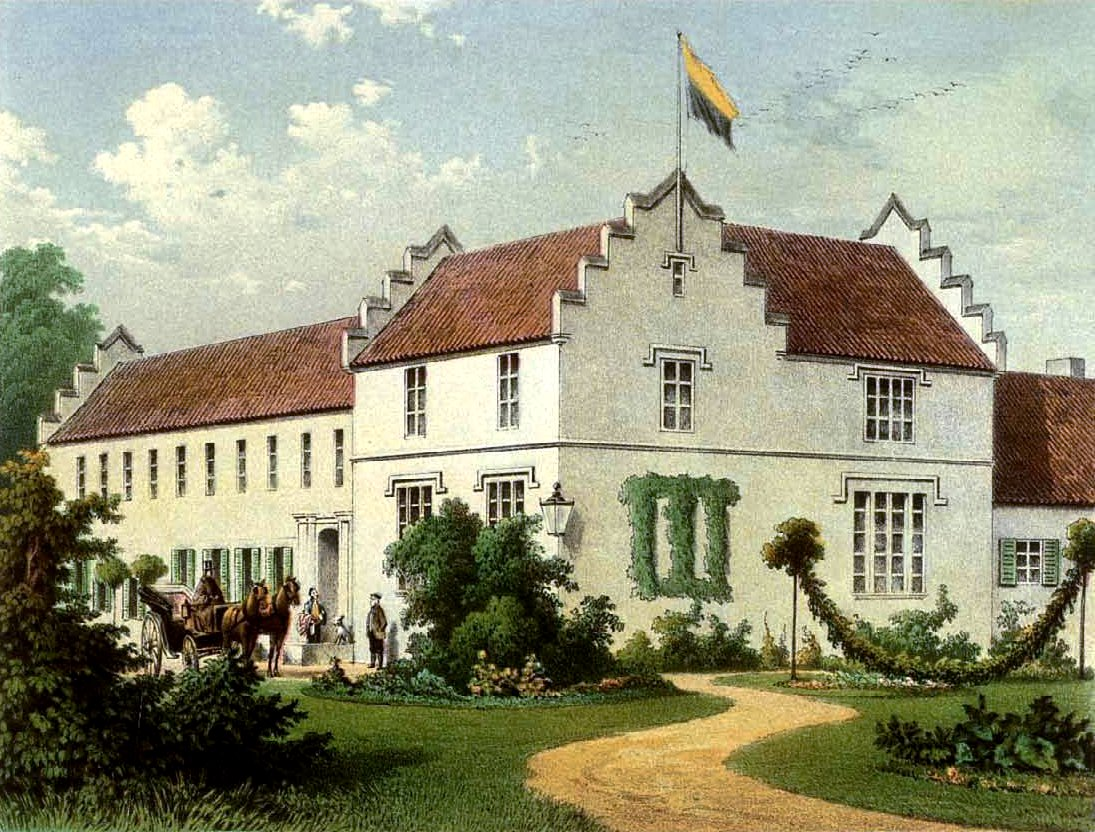
Dwór w Rzędzinach na dawnym sztychu
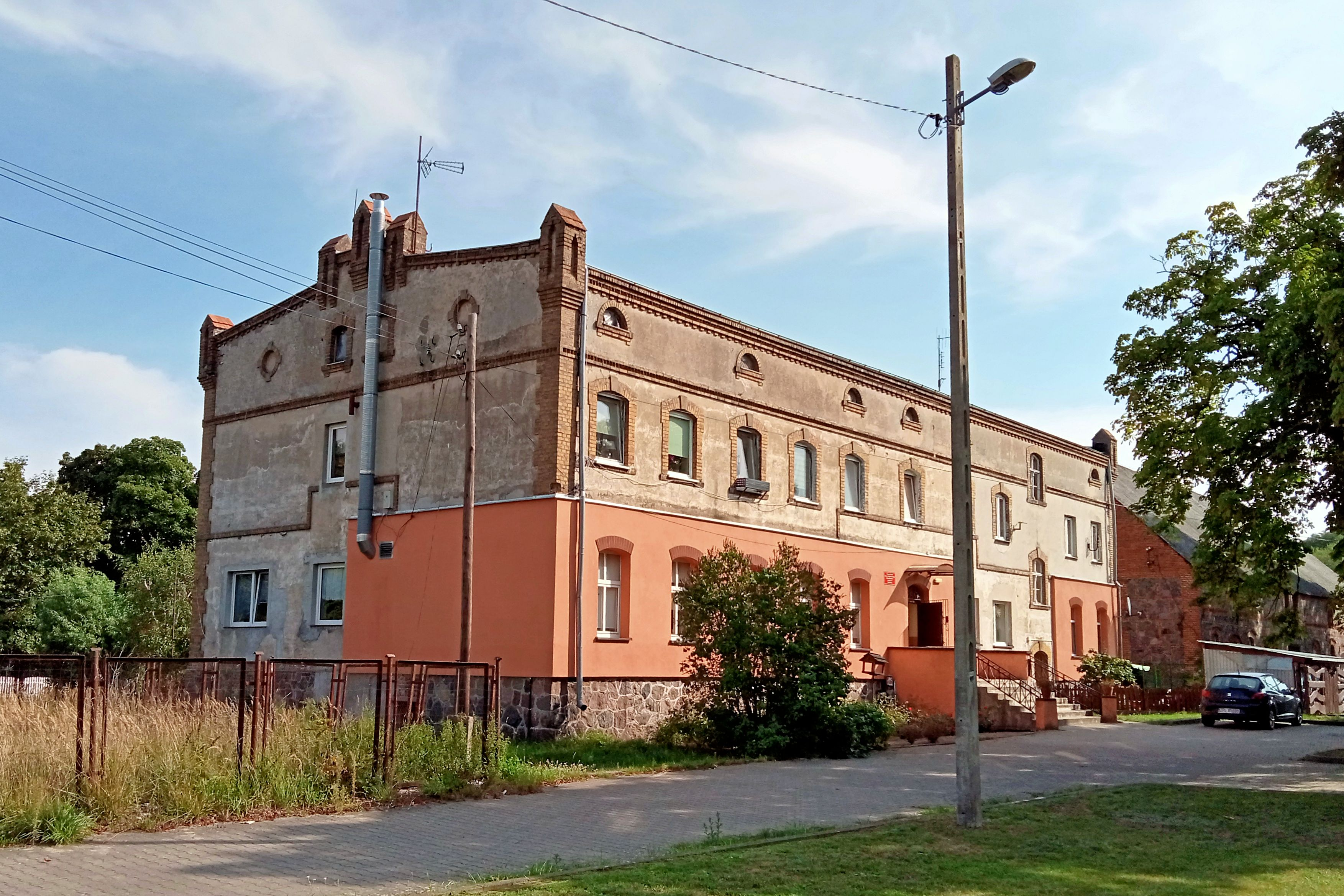
Oficyna dworska
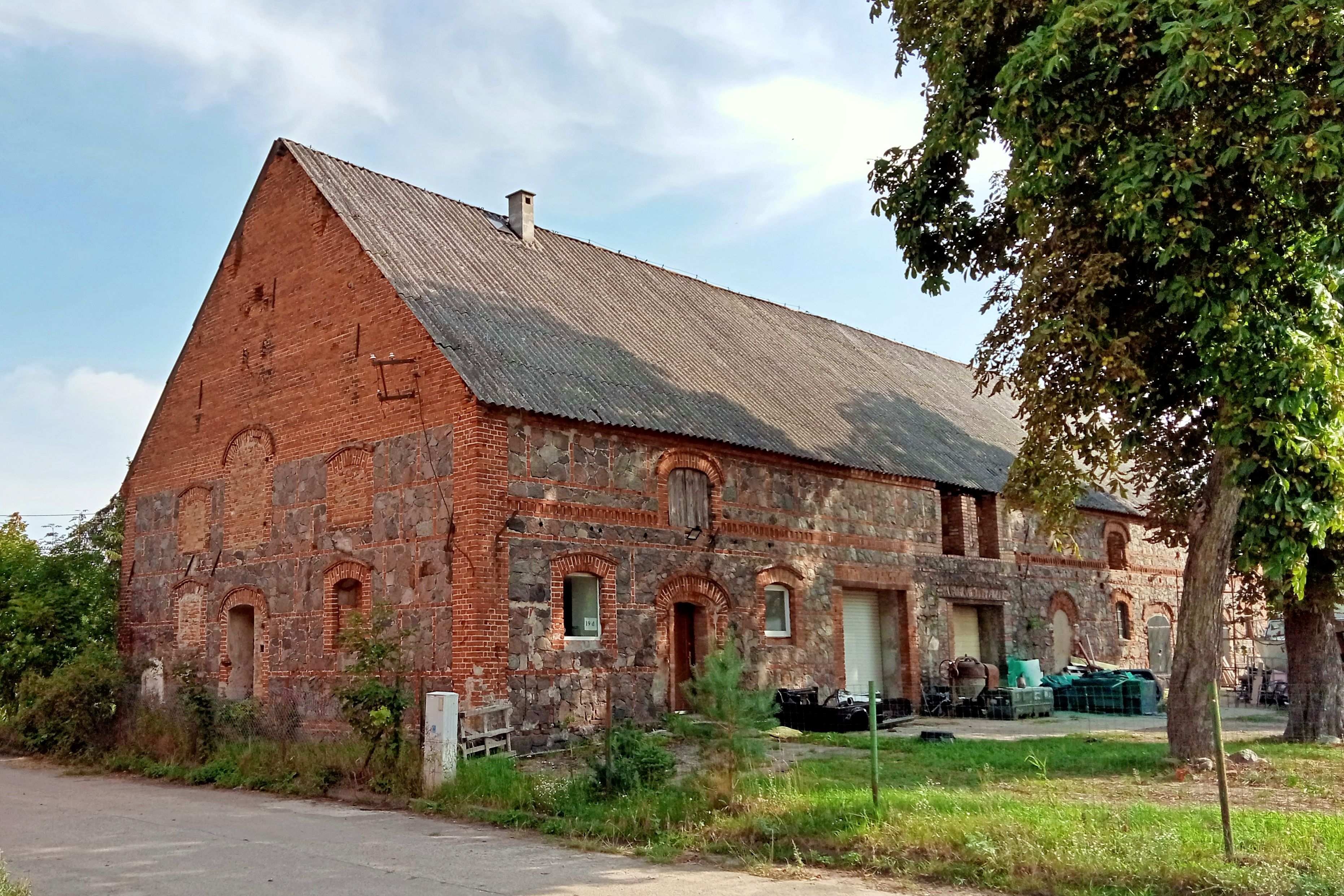
Budynek gospodarczy
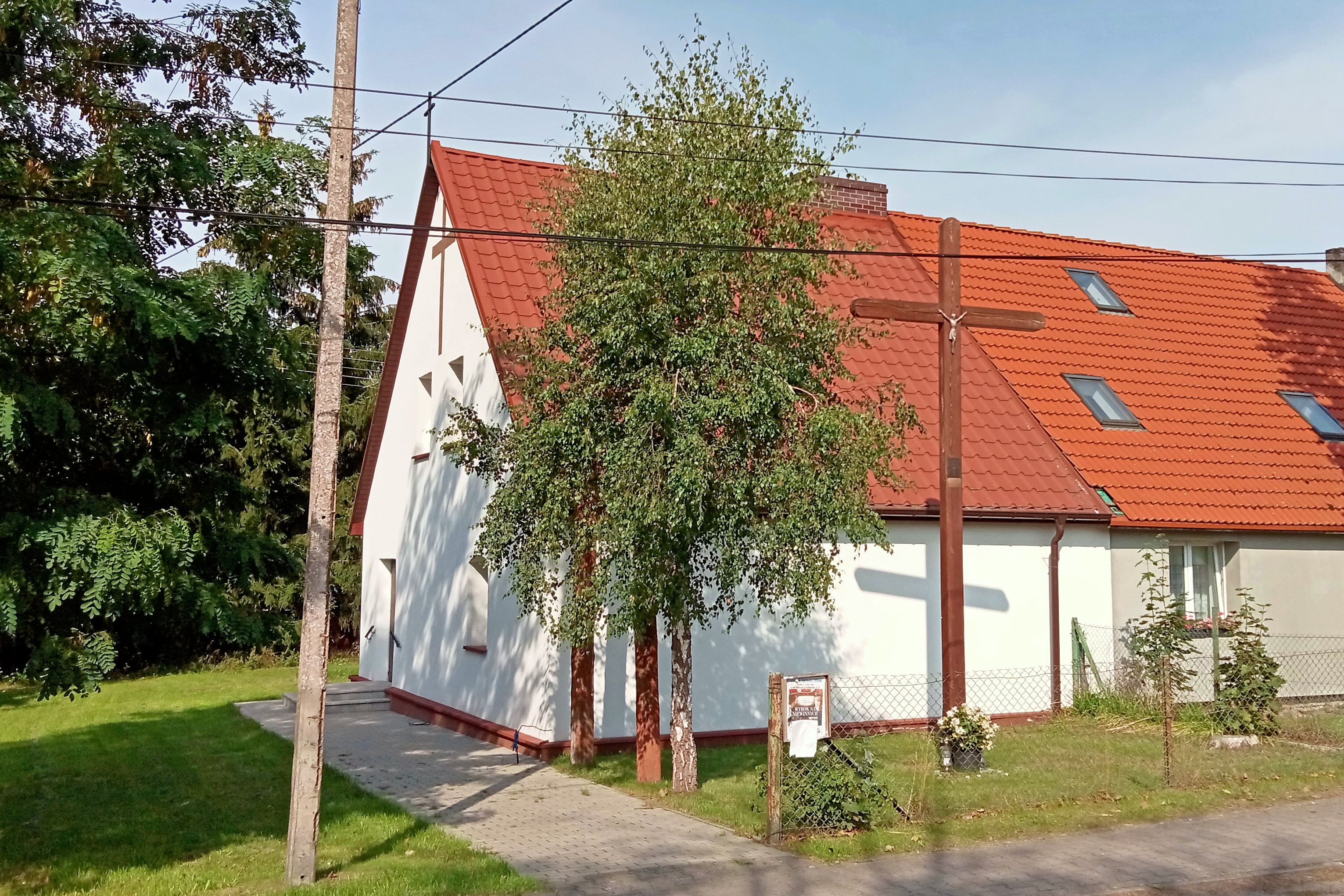
Kaplica
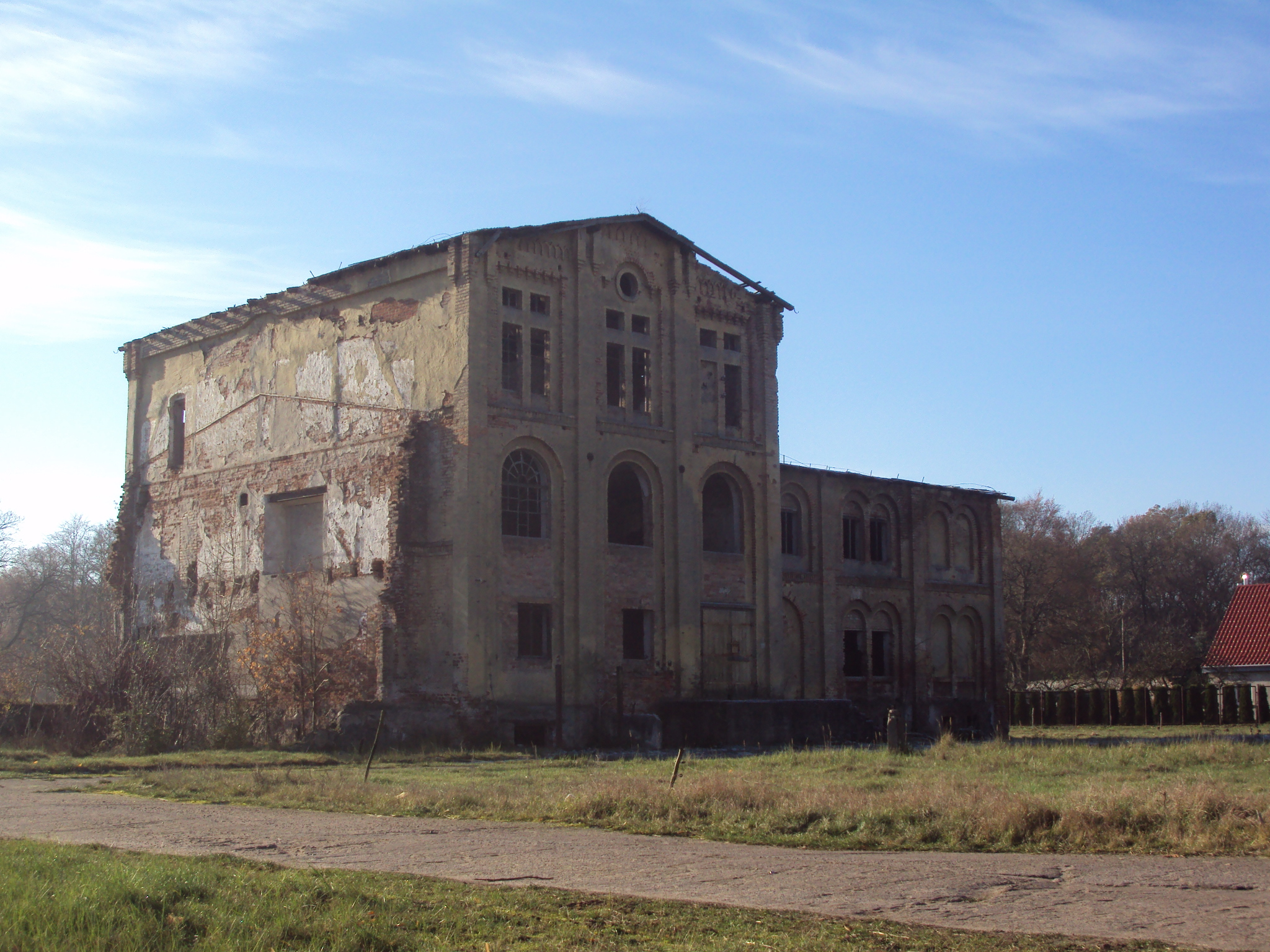
Dawna gorzelnia (budynek został rozebrany)
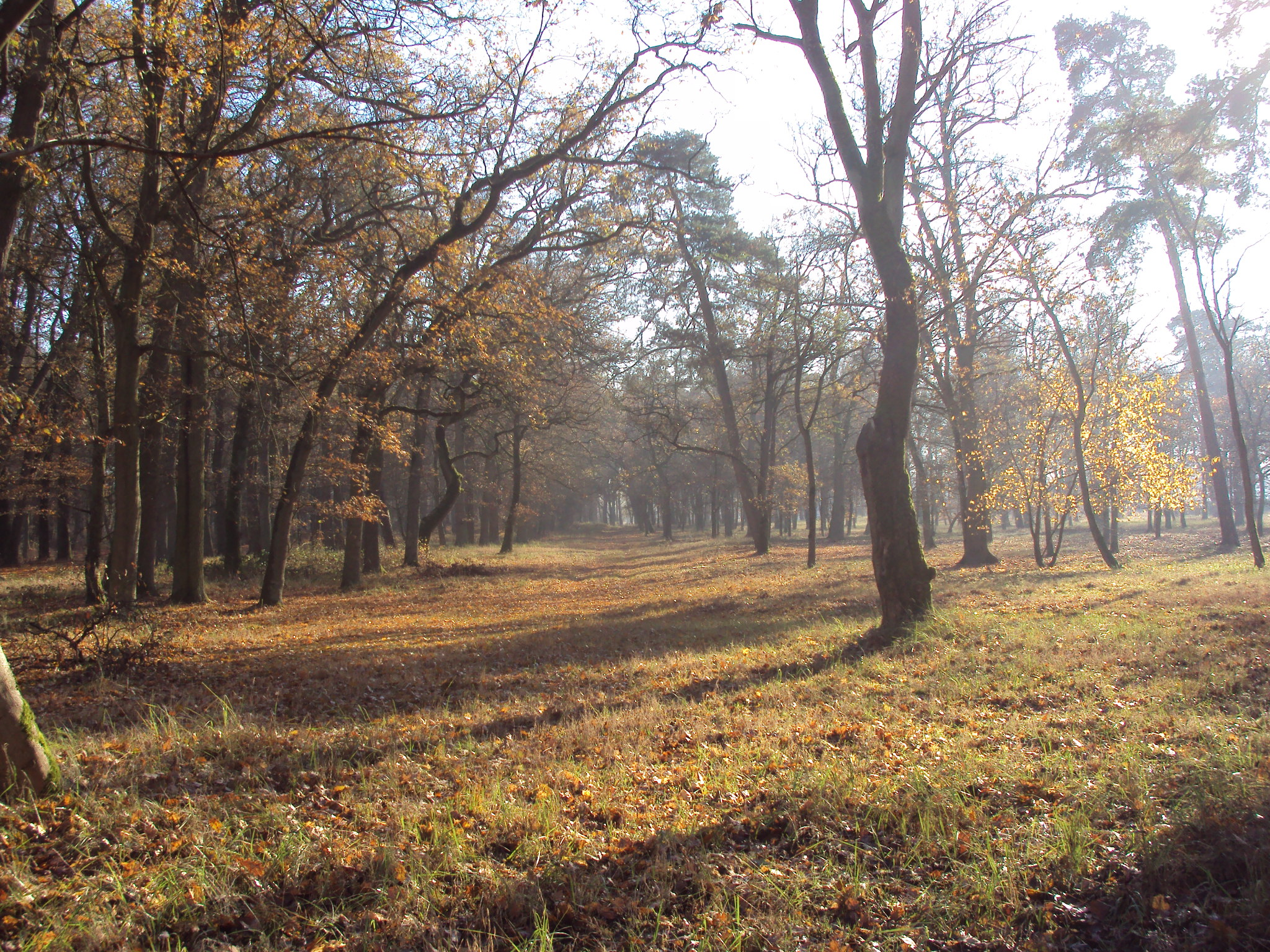
Aleja dawnego parku dworskiego